# David Edú García Mitogo
David Edú García Mitogo (18 de maig de 1990 - 11 de maig de 2023) va ser un futbolista de Guinea Equatorial que jugava com a davanter. Va ser internacional amb la selecció de Guinea Equatorial.
L'11 de maig de 2023, Mitogo va desaparèixer al costat del riu Miño. Va ser trobat mort al riu Avia el 23 de maig.

## Carrera de club
Nascut a Bata, Mitogo es va traslladar a Espanya amb només tres anys. Va començar la seva carrera juvenil amb el CD La Morenica, i posteriorment es va incorporar a la SD Ponferradina com a cadet; no obstant això, no estava satisfet amb la seva etapa al club i va tornar al seu equip anterior al final de la temporada.
Als 16 anys, Mitogo va tornar finalment a la Ponferradina per completar la seva formació. Va debutar sènior amb el filial, a quarta divisió
El 20 de setembre de 2009, amb 19 anys, Mitogo va fer la seva primera aparició amb la plantilla principal de la Ponferradina, en un partit de tercer nivell contra la SD Eibar, i va marcar l'únic gol del partit. Encara principalment registrat amb el B, va participar en sis partits més amb el primer equip, que finalment va aconseguir l'ascens a la segona divisió.
Jugant a la Ponferradina B contra el CD Huracán Z el 24 d'octubre de 2010, Mitogo va patir un trencament del lligament creuat anterior al genoll esquerre i va estar sis mesos de baixa.

## Carrera internacional
L'abril de 2010, Mitogo va ser convocat per l'equip nacional equatoguineà sub-20 per al segon partit contra el Gabon en les eliminatòries del Campionat Africà Juvenil de 2011 (ronda preliminar). Va marcar el gol equatoguineà, en un empat 1-1.
A finals de juliol de 2010, Mitogo va rebre la seva primera convocatòria per la selecció absoluta, per un amistós amb el Marroc l'11 d'agost. Va entrar com a substitut de Juan Mbela al minut 67.

## Vida personal
Mitogo provenia d'un entorn multiracial. El seu pare blanc, de cognom García, era espanyol, mentre que la seva mare negra, de cognom Mitogo, era Fang.

## Desaparició i mort
L'11 de maig de 2023, Mitogo va desaparèixer. Abans de la seva desaparició, va enviar diversos missatges d'agraïment als seus companys. Aleshores, l'únic rastre que van trobar les autoritats va ser el seu mòbil, que va aparèixer al pont que uneix les ciutats d'Arnoia i Ribadavia. El seu cos va ser recuperat del riu Avia dues setmanes després, el 23 de maig.